# Izomaltoza
Izomaltoza je disaharid koji je sličan sa maltozom. On ima α-(1-6)-vezu umesto α-(1-4)-veze. Oba šećera su glukoze i piranoze. Izomaltoza je redukujući šećer. Ona se formira kad se maltozni sirup tretira enzimom transglukozidazom (TG). Ona je jedna od glavnih komponenti smeše izomaltooligosaharida.
Izomaltoza je jedan od produkata karamelizacije glukoze.